# Енджой
N-JOY (произнася се Енджой) е българска музикално-политематична радиостанция, част от bTV Radio Group, собственост на Central European Media Enterprises. Започва излъчване на 1 юни 2006 г. на честотите на радио „Джаз ФМ“, а за София, на честотата на Радио „НЕТ“.
Радио N-JOY e една от най-големите музикални радиовериги в България и често заема челни позиции в националния радиоефир, в най-широк спектър от слушателски аудитории, според проучванията на ГАРБ.  Програмата му включва водещи свежи хитове за настроение, любопитни новини за звезди и теми от шоубизнеса и игри с награди. Предаванията му се излъчват чрез 3 спътника на територията на Европа, а в България от 33 предавателя и ретранслатора за радиоразпръскване. Излъчва от 17 областни центъра, сред които са най-големите в страната и програмата му се приема в повече от 50 града.

## История
Започва пробно излъчване на 12 май 2006 г. в София. На 1 юни 2006 г. в 00:00 часа е открита редовната програма на радиото в музикален формат HOT AC с комбинация на хитове от последните две десетилетия, супер нови хитове и песни от последната година. На 5 юни стартира сутрешното шоу на N-Joy – „Спенс и сутрешният екипаж“, ядрото на което е българският рапър Спенс. Същия ден радиото започва излъчването на редовни информационни емисии в 45-тата минута на всеки час.
Радио „N-Joy“ стартира в София на честотата на Радио „НЕТ“, на честотите на Радио „Jazz FM“ в цялата страна, в Разград на честотата на Радио „Фаворит“ и в Хасково с лиценза на Ринг С.В. През първата половина на 2007 г. Радио „N-Joy“ спечелва с конкурси лиценцзи за радиоразпръскване в градовете Габрово, Ловеч, Монтана и Ямбол. На 14 септември 2007 г. започва излъчване в Габрово, а от октомври същата година и в Монтана. В края на 2007 г. N-Joy разширява мрежата си, като започва излъчване на честотите, използвани преди това от Радио Лиани – от октомври в Ябланица, Карнобат и Балчик, от 19 ноември в Тетевен, от 23 ноември в Търговище, от началото на декември – в Разлог, Банско и Карлово. 
През 2008 г. продължава разширяването на мрежата: от април в Троян и Априлци, от 30 юли – в Несебър, Приморско и Обзор, от 18 август – в Ямбол, от 21 август – в Ловеч. От май до ноември 2008 г. радиото се излъчва и в Перник на 107,0 MHz. На 18 ноември 2008 г. е пуснат предавател за град Левски, а през март 2009 г. и в град Бяла - Русенска област на 95,2 MHz. 
На 21 септември 2010 г. радиото спира да излъчва за Търговище. От 2 октомври същата година N-Joy започва излъчване в Пазарджик на 92,7 MHz, с което достига покритие в 32 града и става най-голямата музикална радиоверига в България. През август 2011 г. честотата за Троян е променена от 103,8 на 103,4 MHz, от 4 октомври радиото отново излъчва в Перник на 107,0 MHz и стартира в град Гоце Делчев на 91,6 MHz. На 13 март 2012 г. Радио „N-JOY“ започва излъчване в Ботевград на 98,9 MHz.
В началото на 2015 г. предавателят за Балчик е преместен от к.к. Албена в радиоцентър край нос Калиакра. От 2015 г. радиото излъчва в Якоруда и Тутракан. На 25 януари 2016 г. N-Joy започва излъчване на 106,5 MHz в Шумен (на честотата на бившето Радио „Форте“). На тази честота се излъчва и регионалната програма „Здравей, Шумен!“.
Към края на април 2017 г. радиото преустановява излъчването в Троян и Ябланица, а седмици по-късно и в други 9 малки града. Честотите на Радио „N-Joy“ в Троян (103,4 MHz), Трявна (91,5 MHz), Тетевен (105,8 MHz), Априлци (107,8 MHz) и Карлово (107,8 MHz) са прехвърлени към Радио „FM+“, а тези за Бяла (95,2 MHz), Левски (92,7 MHz), Несебър (87,6 MHz), Приморско (100,6 MHz), Обзор (107,9 MHz) и Ябланица (100,5 MHz) - към Радио „Fresh!“. През 2017 г. N-JOY печели конкурса за Троян на нова честота.
През месец ноември 2018 г. стартира излъчването на радиопрограма N-JOY в Априлци и в Приморско. От май 2019 г. радиото възобновява излъчването на сигнала си в Троян. През ноември същата година N-JOY печели нова честота в гр. Ихтиман. През октомври 2022 г. стартира излъчване и в Златица.

## Предавания
- Шоуто на Инспектор N-JOY – от 7 до 10 ч. всеки делничен ден;
- От 10 до 14 с Нейа – от 10 до 14 ч. всеки делничен ден;
- Приятно разсеяни с Деси – от 14 до 18 ч. всеки делничен ден;
- Party Time по радио N-JOY – от 18 до 21 ч. всеки делничен ден;
- N-JOY TOP 40 с Ники – събота от 12 до 15 ч.

## Кампании
Радио N-JOY е известно с разнообразните алтернативни кампании, които реализира. През годините радиото се утвърждава като едно от лидерите в измислянето и реализирането на множество мултиплатформени кампании. Комбинирайки радиоефира, външна реклама, онлайн присъствие и физическо позициониране в различни точки на страната, радиото работи в посока подобряване ежедневно живота на слушателите си и развиване на българския радиоефир.

### N-JOY Summer
Първото издание на кампанията N-JOY Summer е проведено през 2018 г. Тогава радиото реализира най-мащабното лятно турне в 12-годишната си история. В рамките на шест седмици хиляди посещават мобилното студио на N-JOY в шест различни града из цялата страна и участват в играта.

### Зеленото приключение на Инспектор N-JOY
През 2018 г. радио N-JOY и Столична община обединяват усилията си в кампания, наречена „Зеленото приключение на инспектор N-JOY“ за популяризиране на успешни еко практики в страната. В рамките на пет седмици емблематичното лице на радиото – инспектор N-JOY, информира аудиторията и показва как да намалим хранителния си отпадък, къде да изхвърляме разделно ненужните си вещи и с какво може да помогнем за изграждането на един по-чист и зелен град. По време на кампанията Инспектора провежда поредица от интервюта, придружени от снимки и видеа от актуални инициативи на Столична община, в които феновете могат да се включат.
Кампанията дава възможност за позициониране на инициативата в национален мащаб през радиоефира и онлайн, но също и чрез посещения в различни краища на страната на лицето на кампанията – инспектор N-JOY. Зеленото приключение на Инспектор N-JOY пътува с електромобил – за здравословен живот без въглеродни емисии.
Една от успешните активности, част от Зеленото приключение, е мобилният пункт за събиране на електрическо и електронно оборудване. В рамките на 4 дни само за по 2 часа на ден мобилният пункт успява да събере 720 kg техника, като по този начин спестява близо 3,5 тона вредни емисии. В рамките на тези 4 дни са получени над 100 заявки за извозване на такова оборудване от място, което е ясен знак за ефективността на кампанията.

## Честоти

### Радиоразпръскване на УКВ
- София: 106,9 MHz
- Пловдив: 102,0 MHz
- Варна: 90,6 MHz
- Бургас: 101,8 MHz
- Русе: 101,6 MHz
- Стара Загора: 106,2 MHz
- Шумен: 106,5 MHz
- Пазарджик: 92,7 MHz
- Благоевград: 103,9 MHz
- Перник: 107,0 MHz
- Хасково: 89,5 MHz
- Ямбол: 104,2 MHz
- Велико Търново: 89,8 MHz
- Габрово: 107,4 MHz
- Монтана: 95,2 MHz
- Ловеч: 103,8 MHz
- Разград: 106,9 MHz
- Велинград: 93,0 MHz
- Айтос: 90,0 MHz
- Ботевград: 98,9 MHz
- Гоце Делчев: 91,6 MHz
- Троян: 103,4 MHz
- Карнобат: 100,5 MHz
- Ихтиман: 87,9 MHz
- Балчик: 105,4 MHz
- Разлог: 97,1 MHz
- Тутракан: 96,0 MHz
- Якоруда: 107,5 MHz
- Златица: 90,4 MHz
- Приморско: 100,6 MHz
- Ябланица: 100,5 MHz
- Априлци: 107,8 MHz
- Обзор: 107,9 MHz

Най-мощни са предавателите в Бургас, Приморско и Тутракан – по 1 kW.

### Излъчване от спътник
| Спътник                  | Честота (GHz) | Детайли                                                                                             |
| ------------------------ | ------------- | --------------------------------------------------------------------------------------------------- |
| БългарияСат-1, 1,9° и.д. | 12,072 (H)    | SID: 618, APID: 2091, Скорост: 30 Mbaud, Корекция: 2/3, свободно излъчване от България Сат / Неосат |
| HotBird-13F, 13° и.д.    | 12,635 (V)    | SID: 64, APID: 321, Скорост: 30 Mbaud, Корекция: 5/6, свободно излъчване от Vivacom / Eutelsat      |
| HotBird-13F, 13° и.д.    | 12,635 (V)    | SID: 84, APID: 272, Скорост: 30 Mbaud, Корекция: 5/6, свободно излъчване от Vivacom / Eutelsat      |